# NO MA'AM

Het logo van NO MA'AM

NO MA'AM, of voluit National Organization of Men Against Amazonian Masterhood (Nationale Organisatie voor mannen tegen Amazoons Meesterschap), is een fictieve organisatie uit de televisieserie Married... with Children, opgericht door Al Bundy.

## Doel
Het doel van de organisatie is het voorkomen van de vrouwelijke overheersing. Ondanks het feit dat NO MA'AM de opkomst van vrouwen probeert te voorkomen, leiden de idealen waar de organisatie voor staat (bier, bikini's en eten) er dikwijls toe, dat men zich uiteindelijk ook beperkt tot drinken, het lezen van het blad Big-'Uns, en het zichzelf volstouwen met snacks. Dronken worden, het inwijden van nieuwe leden, en klagen over hun vrouwen maakt dan ook typisch deel uit van de weinige echte ontmoetingen van NO MA'AM.
NO MA'AM verscheen voor het eerst in het achtste seizoen van de serie, op 14 november 1993 in een aflevering getiteld NO MA'AM (aflevering #0809).

## Lidmaatschap
Jefferson is een lid, echter, zijn afhankelijkheid van Marcy voor geld heeft ertoe geleid dat hij onder zijn NO MA'AM T-shirt een YES MA'AM shirt draagt. Dit laat hij zien als de organisatie weer eens door Marcy gesnapt wordt. Politieagent Dan is lid, hoewel veel van de meer gewaagde ondernemingen van de organisatie illegaal zijn - hij vervult zijn rol aan beide zijden van de wet afhankelijk van de situatie.
Voor de eerste twee uitdagingen die men moet doorstaan voor men volwaardig lid van NO MA'AM kan worden, moet een NO MA'AM-er in opleiding op klaarlichte dag panty's kopen en een Julio-concert bijwonen met een pruik op en passende kleding. De derde en laatste uitdaging om een volwaardig lid van NO MA'AM te worden (zoals te zien in A Man for No Seasons) houdt in dat men, zoals Griff, een "Man in Training" T-shirt moet dragen en twee uur lang een verschrikkelijke video moet doorstaan in Als badkamer.
In Flight of the Bumblebee probeert Bud Bundy lid te worden van NO MA'AM, maar in plaats van de drie eerder genoemde uitdagingen, moest hij verschijnen in een foto met professioneel worstelaar King Kong Bundy.

## De Tien Geboden
De tien... em, negen geboden van NO MA'AM, opgedragen aan en geïnterpreteerd door Al Bundy, door Ironhead Haynes (als te zien in Legend of Ironhead Haynes).
origineel:
1. It is OK to call hooters 'knockers' and sometimes snack trays
2. It is wrong to be French
3. It is OK to put all bad people in a giant meat grinder
4. Lawyers, see rule three
5. It is OK to drive a gas guzzler if it helps you get babes
6. Everyone should carpool except me
7. Bring back the word stewardesses
8. Synchronized swimming is not a sport
9. Mud wrestling is a sport

vertaling:
1. Het is OK om tieten 'jetsers' te noemen en soms snackbakjes
2. Het is verkeerd om Frans te zijn
3. Het is OK om alle slechte mensen in een enorme gehaktmolen te gooien
4. Advocaten, zie regel 3
5. Het is OK om in een benzineslurper te rijden als het je helpt om lekkere wijven te krijgen
6. Iedereen behoort te carpoolen behalve ik
7. Breng het woord 'stewardessen' terug
8. Synchroonzwemmen is geen sport
9. Modderworstelen is een sport

## Verschijningen
NO MA'AM is verschenen in de volgende afleveringen van Married... with Children:
| Aflevering # | Titel Aflevering                   | Seizoen | Notities                               |
| ------------ | ---------------------------------- | ------- | -------------------------------------- |
| 0809         | NO MA'AM                           | 8       | Jefferson draagt een "YES MA'AM" shirt |
| 0821         | Legend of Ironhead Haynes          | 8       |                                        |
| 0905         | Business Sucks                     | 9       | deel 1                                 |
| 0905         | Business Still Sucks               | 9       | deel 2                                 |
| 0911         | A Man for No Seasons               | 9       | Jefferson draagt een "YES MA'AM" shirt |
| 0913         | I Want My Psycho Dad               | 9       | deel 1                                 |
| 0914         | I Want My Psycho Dad: Second Blood | 9       | deel 2                                 |
| 0921         | And Bingo Was Her Game-O           | 9       |                                        |
| 1004         | Reverend Al                        | 10      |                                        |
| 1005         | How Bleen Was My Kelly             | 10      |                                        |
| 1007         | Flight of the Bumblebee            | 10      |                                        |
| 1026         | The Joke's on Al                   | 10      |                                        |
| 1101         | The Stepford Peg                   | 11      |                                        |
| 1112         | Live Nude Peg                      | 11      |                                        |